# Zamalek

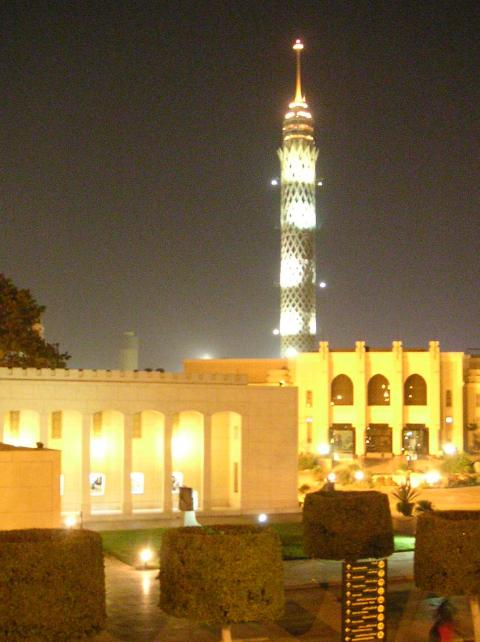
De Cairo Tower, in de wijk Zamalek.

Zamalek (Arabisch: الزمالك) is een wijk in de Egyptische stad Caïro gelegen op het eiland Gezira in de Nijl. Vernoemd naar deze wijk is de voetbalclub Al-Zamalek.
De Nederlandse ambassade is gevestigd in Zamalek, evenals de Cairo Tower en de anglicaanse Allerheiligenkathedraal.

## Geboren in Zamalek
- Claudia Roden (1936), kookboekenschrijfster